# Polluzione
Il termine polluzione, o emissione notturna, in medicina indica un'eiaculazione involontaria che avviene durante il sonno.
Il termine deriva dal latino pollutio, col significato di "macchia, inquinamento".

## La polluzione notturna
Con "polluzione notturna" ci si riferisce all'emissione involontaria durante il sonno di liquido seminale, di solito accompagnata da sogni a sfondo erotico, che possono essere o meno richiamati alla mente al momento del risveglio. 
La polluzione si verifica in modo del tutto involontario tramite riflesso autonomico mediato dal sistema nervoso simpatico, e non è necessariamente accompagnata da una stimolazione fisica dei genitali.
Il fenomeno è fisiologicamente assimilabile all'eiaculazione vera e propria, e prevede spesso un coinvolgimento psichico onirico oltre a uno stimolo fisico dovuto alla pienezza delle vescicole seminali.
Dal punto di vista diagnostico la presenza di emissioni notturne in situazioni di aneiaculazione fa propendere verso una forma psicogena.

## Punti di vista pre-scientifici o scientificamente abbandonati
In epoca medievale le polluzioni notturne venivano considerate come manifestazione di atti e pensieri impuri e associate all'operato di un succubo o, nella mitologia ebraica, al demone Lilith. Per evitare questo tipo di emissioni, vennero usate varie forme di legature e costrizioni atte a impedire lo sfregamento dei genitali, ad esempio contro la superficie del letto. Simili accorgimenti e strumenti costrittivi furono presenti fino all'età vittoriana.
In alcuni casi la medicina del passato associò erroneamente le polluzioni notturne a varie patologie come, ad esempio, alle affezioni dell'uretra o alle secrezioni purulente, il cosiddetto scolo tipico della gonorrea, ma normalmente, invece, le polluzioni non sono da considerarsi patologie.